# Ligne D du métro de Rotterdam
Pour les articles homonymes, voir Ligne D.

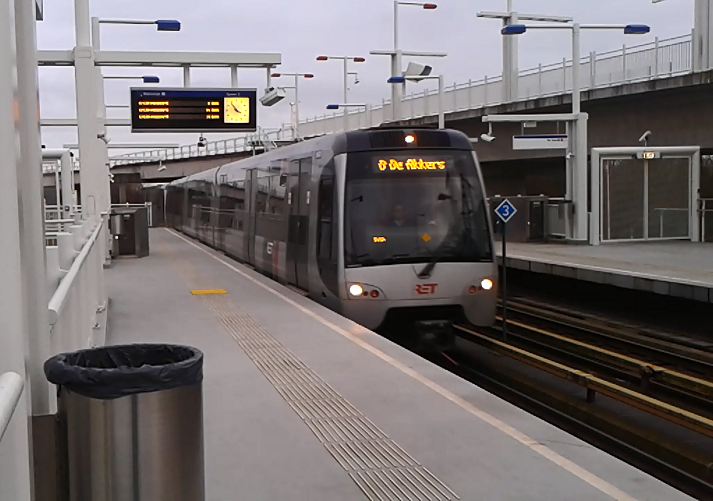
Une rame SG 3 entre la station Tussenwater sur la ligne D, en direction de De Akkers, en janvier 2014.

La ligne D du métro de Rotterdam est une ligne du réseau métropolitain de la ville néerlandaise de Rotterdam, exploitée par la RET. Elle relie la station de Rotterdam-Central (centre de Rotterdam) à la station De Akkers (Spijkenisse).
La ligne D fut connu auparavant sous le nom de « ligne Nord-Sud » de 1968 à 1997, puis « ligne Érasme » (Erasmuslijn). Depuis le 13 décembre 2009, le nom « ligne Érasme » n'est plus utilisé et les lignes de métro sont désormais désignées par des lettres et des couleurs.

## Tracé et stations

### Liste des stations
|  |   |  | Station                                  | Communes desservies | Correspondances |
|  | - |  | ---------------------------------------- | ------------------- | --------------- |
|  | o |  | Rotterdam-Centrale (Rotterdam Centraal)  | Rotterdam           | NS              |
|  | • |  | Stadhuis                                 | Rotterdam           |                 |
|  | • |  | Beurs                                    | Rotterdam           | A, B, C         |
|  | • |  | Leuvehaven                               | Rotterdam           |                 |
|  | • |  | Wilhelminaplein                          | Rotterdam           |                 |
|  | • |  | Rijnhaven                                | Rotterdam           |                 |
|  | • |  | Maashaven                                | Rotterdam           |                 |
|  | • |  | Zuidplein                                | Rotterdam           |                 |
|  | • |  | Slinge                                   | Rotterdam           | E               |
|  | • |  | Rhoon                                    | Albrandswaard       |                 |
|  | • |  | Poortugaal                               | Albrandswaard       |                 |
|  | • |  | Tussenwater                              | Rotterdam           | C               |
|  | • |  | Hoogvliet                                | Rotterdam           |                 |
|  | • |  | Zalmplaat                                | Rotterdam           |                 |
|  | • |  | Spijkenisse-Centre (Spijkenisse Centrum) | Spijkenisse         |                 |
|  | • |  | Heemraadlaan                             | Spijkenisse         |                 |
|  | o |  | De Akkers                                | Spijkenisse         |                 |